# (5027) Androgeos
(5027) Androgeos ist ein Asteroid aus der Gruppe der Jupiter-Trojaner. Damit werden Asteroiden bezeichnet, die auf den Lagrange-Punkten auf der Bahn des Jupiter um die Sonne laufen. (5027) Androgeos wurde am 21. Januar 1988 von C. S. Shoemaker am Palomar-Observatorium (IAU-Code 675) entdeckt. Er ist dem Lagrangepunkt L4 zugeordnet.
Der Asteroid ist nach der mythologischen Figur Androgeos benannt, einem Krieger der Griechen im Trojanischen Krieg.